# Kostitz (Starkenberg)
Kostitz ist ein Ortsteil der Gemeinde Starkenberg im Landkreis Altenburger Land in Thüringen.

## Lage
Der Ort befindet sich am Westrand der Kerngemeinde, von dem ihn das Areal des Ritterguts, und zwei Teiche trennen. Die geographische Höhe des Ortes beträgt 250 m ü. NN. Kostitz liegt an einem Zufluss des Gerstenbachs.

## Geschichte

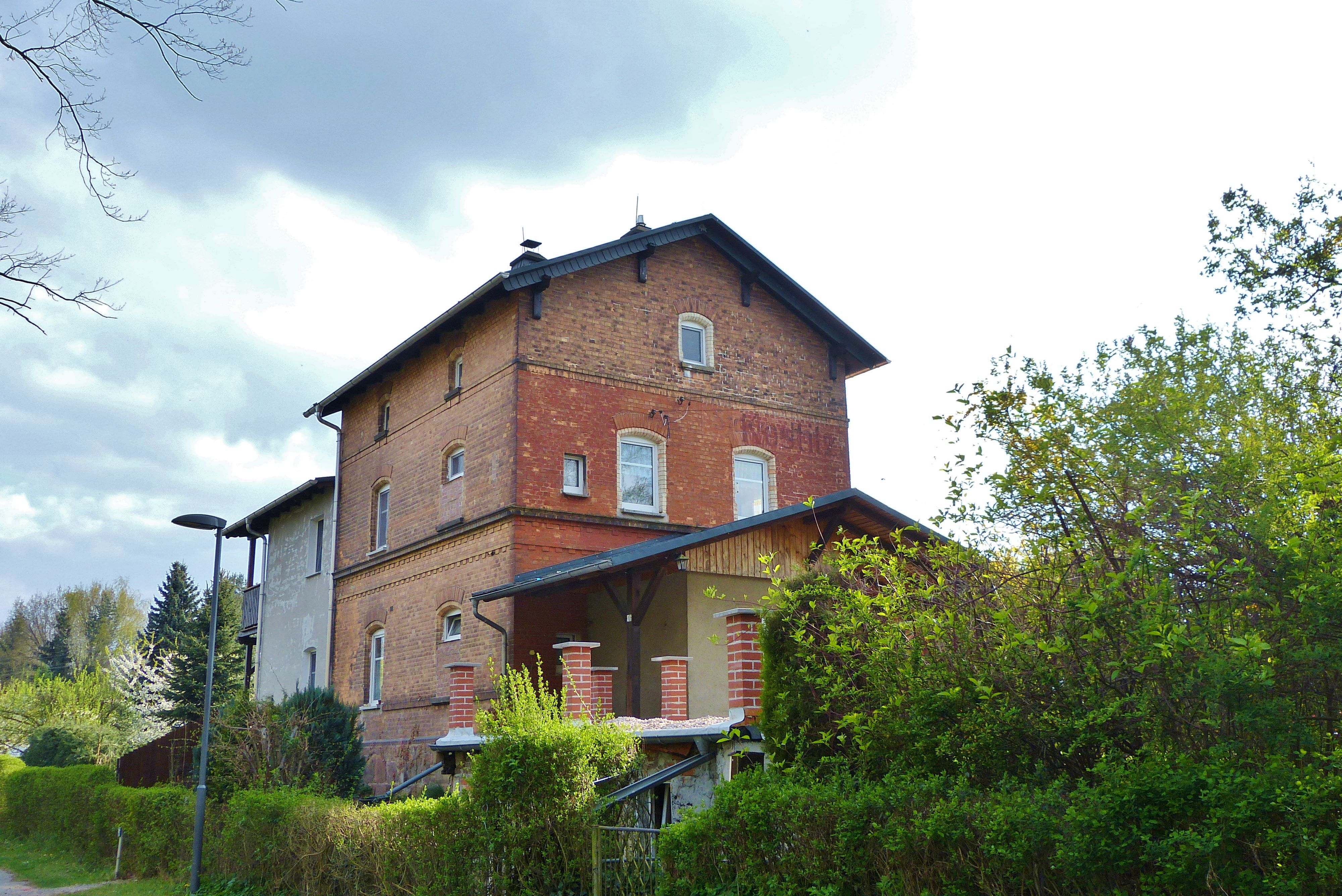
Ehemaliger Bahnhof Kostitz, Empfangsgebäude

In Kostitz soll eine frühgeschichtliche Opfer- und Grabstätte existiert haben, die allerdings nicht durch Bodenfunde belegt ist. Am 24. September 1182 wurde das Sackgassendorf erstmals urkundlich als „Chozziz“ im Zehntregister des Klosters Bosau erwähnt. Wie Starkenberg, ist dieser Ortsteil eine deutsche Ansiedlung, in der jetzt 394 Menschen wohnen. Der landwirtschaftlich geprägte Ortsteil hat seine Entwicklung dem Lössboden des Altenburger-Zeitzer Hügellands zu verdanken. Das Rittergut Kostitz entstand im 16./17. Jahrhundert nach der Verlegung des Rittersitzes aus Starkenberg. Das Herrenhaus wurde im 18. Jahrhundert erbaut.
Kostitz gehörte zum wettinischen Amt Altenburg, welches ab dem 16. Jahrhundert aufgrund mehrerer Teilungen im Lauf seines Bestehens unter der Hoheit folgender Ernestinischer Herzogtümer stand: Herzogtum Sachsen (1554 bis 1572), Herzogtum Sachsen-Weimar (1572 bis 1603), Herzogtum Sachsen-Altenburg (1603 bis 1672), Herzogtum Sachsen-Gotha-Altenburg (1672 bis 1826). Bei der Neuordnung der Ernestinischen Herzogtümer im Jahr 1826 kam der Ort wiederum zum Herzogtum Sachsen-Altenburg.
Nach der Verwaltungsreform im Herzogtum gehörte Kostitz bezüglich der Verwaltung zum Ostkreis (bis 1900) bzw. zum Landratsamt Altenburg (ab 1900). Juristisch war ab 1879 das Amtsgericht Altenburg und seit 1906 das Amtsgericht Meuselwitz für den Ort zuständig. Kostitz gehörte ab 1918 zum Freistaat Sachsen-Altenburg, der 1920 im Land Thüringen aufging. 1922 kam das Dorf zum Landkreis Altenburg. Im Zuge der Enteignung durch die Bodenreform wurden im Jahr 1945 das Schlossgebäude und große Teile der Wirtschaftsgebäude abgerissen. Im Pächtergebäude war bis 2009 die Gemeindeverwaltung untergebracht. Auf der Fläche des Schlosses befindet sich ein Parkplatz.
Am 1. Juli 1950 erfolgte die Eingemeindung von Kostitz nach Starkenberg. Bei der zweiten Kreisreform in der DDR wurden 1952 die bestehenden Länder aufgelöst und die Landkreise neu zugeschnitten. Somit kam Kostitz als Ortsteil von Starkenberg mit dem Kreis Altenburg an den Bezirk Leipzig, der seit 1990 als Landkreis Altenburg zu Thüringen gehörte und 1994 im Landkreis Altenburger Land aufging.

## Verkehr
Zwischen 1887 und 1971 führte die Bahnstrecke Meuselwitz–Ronneburg durch den Ortsteil. Der Haltepunkt „Kostitz“ wurde 1955 in „Starkenberg“ umbenannt. Das Bahnhofsgebäude ist jetzt ein Wohnhaus mit Gaststätte.